# Dengkeng
Dengkeng is een bestuurslaag in het regentschap Klaten van de provincie Midden-Java, Indonesië. Dengkeng telt 1542 inwoners (volkstelling 2010).